# Pistacchio Verde di Bronte
Pour les articles homonymes, voir Bronte (homonymie).
Pistacchio Verde di Bronte (en français : pistache verte de Bronte ; en sicilien appelée frastuca pour le fruit et frastucara pour la plante) est le nom d'une amande produite par une espèce botanique de Pistacia vera, greffée sur pistachier térébinthe, cultivée dans la province de Catane.
Depuis le 12 janvier 2010, la dénomination Pistacchio Verde di Bronte est protégée au niveau européen par une appellation d'origine protégée (AOP).
La Pistacchio di Bronte est également une arche du goût.

## Description
Sa culture est introduite en Sicile par les Arabes entre les VIIIe et IXe siècles quand l'Empire romain se désintégra sous la poussée des invasions barbares.
Les terrains d'origine volcanique et le climat méditerranéen subtropical mélangés aux habitudes de labeur des travailleurs agricoles confèrent au pistachier, naturalisé dans cette aire, des caractéristiques de qualité qui donnent un fruit unique en son genre (couleur verte intense typique du territoire, forme allongée, sapidité et douceur, saveur aromatique et haute teneur en acide gras monoinsaturés).
La récolte se fait une année sur deux en raison d'une caractéristique physiologique des pistachiers qui alternent années « fécondes » et « non fécondes ». Dans la région de Bronte, il est commun d'éliminer d'office les bourgeons lors des années dites « non fécondes », afin d'éviter qu'ils soient attaqués par les insectes.

## Zone de production
La Pistacchio di Bronte AOP est cultivée à une altitude entre 400 et 900 mètres dans les communes de Bronte, d'Adrano et de Biancavilla, à des hauteurs et sur des sols précis indiqués dans le cahier des charges DOP. La dénomination Pistacchio Verde di Bronte est obtenue à partir de pistachiers de l'espèce Pistacia vera, cultivar Napoletana appelée aussi Bianca ou Nostrale greffée sur du Pistachier térébinthe pour au moins 95 %. Il est admis un pourcentage non supérieur à 5 % pour les autres variétés.
Dans les territoires de Bronte, Adrano et Biancavilla, sur plus de 3 500 hectares de terres, est réalisée 90 % de la production sicilienne (3500 tonnes en 2012) qui représente 0,25 % de la quantité produite dans le monde,.
La culture et la production de Pistacia vera représentent une importante source de revenus pour Bronte, une ville de la province de Catane, à tel point qu'elle est surnommée l'Oro Verde (« or vert »), en raison de sa grande valeur commerciale. La ville de Bronte a su exploiter cet avantage : il y a environ 5 000 producteurs sur son territoire, la plupart avec des parcelles d'environ 1 hectare chacune, ainsi que quelques gros producteurs avec de plus grandes surfaces.

## Utilisations
Le fruit récolté est généralement décortiqué et séché par le producteur lui-même, qui vend ensuite sa pistache en coque à des entreprises exportatrices (environ 60 % sont exportés, tandis que 40 % sont utilisés dans l'industrie nationale et dans de nombreuses nouvelles entreprises locales qui la transforment en crème, « pesto de pistache », nougat qui ont explosé ces dernières années sur le marché italien). Il existe une vingtaine d'entreprises de transformation des pistaches, dont certaines bien équipées et techniquement avancées, qui s'occupent de la transformation et de la commercialisation ultérieures, y compris en ligne, en Europe et dans d'autres pays non européens. Globalement, l'Oro Verde produit une richesse d'environ 35/40 millions d'euros par an.
Environ 80 % de la production est destinée à l'exportation. Au niveau local, la pistache est un ingrédient typique de la pâtisserie sicilienne comme la cassata. En outre, et particulièrement à Bronte, l'usage de la pistache se décline dans de nombreuses préparations culinaires  comme le fameux « pesto de pistache » pour la sauce pour pâtes, la glace à la pistache, les biscuits à la pistache, les nougats, la crème à la pistache, le chocolat à la pistache et bien d'autres. Il entre aussi dans la composition de la tourte Fedora (it).

## Dénomination DOP
Le 9 juin 2009, l'Union européenne a publié le cahier des charges qui confère l'appellation d'origine protégée (AOP) à la pistache verte de Bronte . Le cahier des charges comprend :
- Nom -  Pistacchio verde di Bronte
- Description - Produit en coque, décortiqué ou décortiqué, de plantes de l'espèce Pistacia vera. Lors de sa mise à la consommation, la pistache AOP doit répondre à des exigences bien précises : couleur verte intense, forte saveur aromatique.
- Zone géographique - La zone de production doit se situer sur le territoire de Bronte, Adrano, Biancavilla.
- Preuve d'origine - La phase de production doit être contrôlée et certifiée.
- Méthode de production - Dans la préparation du sol, un nivellement doit être prévu.
- Lien - La zone de production doit être caractérisée par un sol d'origine volcanique.
- Organisme de contrôle - Institut zooprophylactique expérimental A. Mirri de Sicile - Via Gino Marinuzzi, 3 Palerme.
- Étiquetage - Le produit peut être commercialisé avec le logo DOP et dans les deux ans suivant la récolte.
- Techniques de culture - Le pistachier est très résistant à la sécheresse, en Sicile il est cultivé à une altitude allant de 300 à 900 m. Il s'adapte aux sols rocheux et calcaires ainsi qu'aux laves volcaniques ; il préfère les expositions sud. Avec une bonne résistance au froid, il craint les gelées printanières.

## Festival
Chaque année, le dernier dimanche de septembre et le premier d'octobre, la fête de la pistache a lieu sur certaines places et rues du centre historique de Bronte. Pendant le festival, il est possible de déguster et acheter les produits obtenus avec le traitement de la pistache et des fruits eux-mêmes. Chaque année, l'événement attire des milliers de touristes, également venus de l'étranger.

## Noms locaux, techniques de culture et usages en cuisine
À Bronte, la plante de pistache est appelée scornabeccu. Dans le dialecte local, le terme frastucata désigne le dessert à base de pistache et frastuchino la couleur verte de ce fruit, dérivés des termes arabes, respectivement de frastuca qui indique le fruit et frastucara, l'arbre.
Sur huit plantes femelles, un mâle doit être planté ; le mâle doit être planté dans le vent supérieur et les femelles dans le vent inférieur : de cette façon le vent peut transporter le pollen des fleurs des mâles au pistil des femelles.
Les pistaches sont utilisées dans la cuisine de plusieurs façons : comme ingrédient pour les desserts et les glaces, comme fruits secs utilisés pour aromatiser le salami, la mortadelle, le salami à la pistache, produits par certaines entreprises siciliennes, pour faire du pesto brontese ou la crème savoureuse appropriée pour toute garniture. Les pâtes pures qui donnent une saveur unique à la glace à la pistache sont très recherchées par les artisans de la crème glacée.

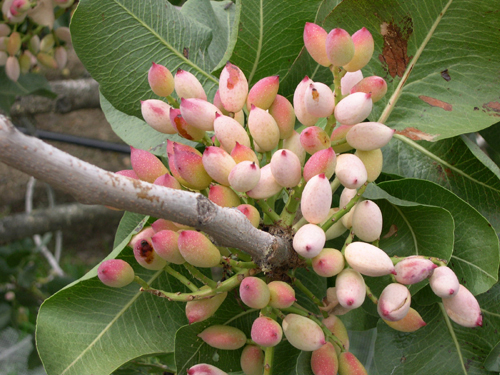
Feuilles et jeunes fruits.
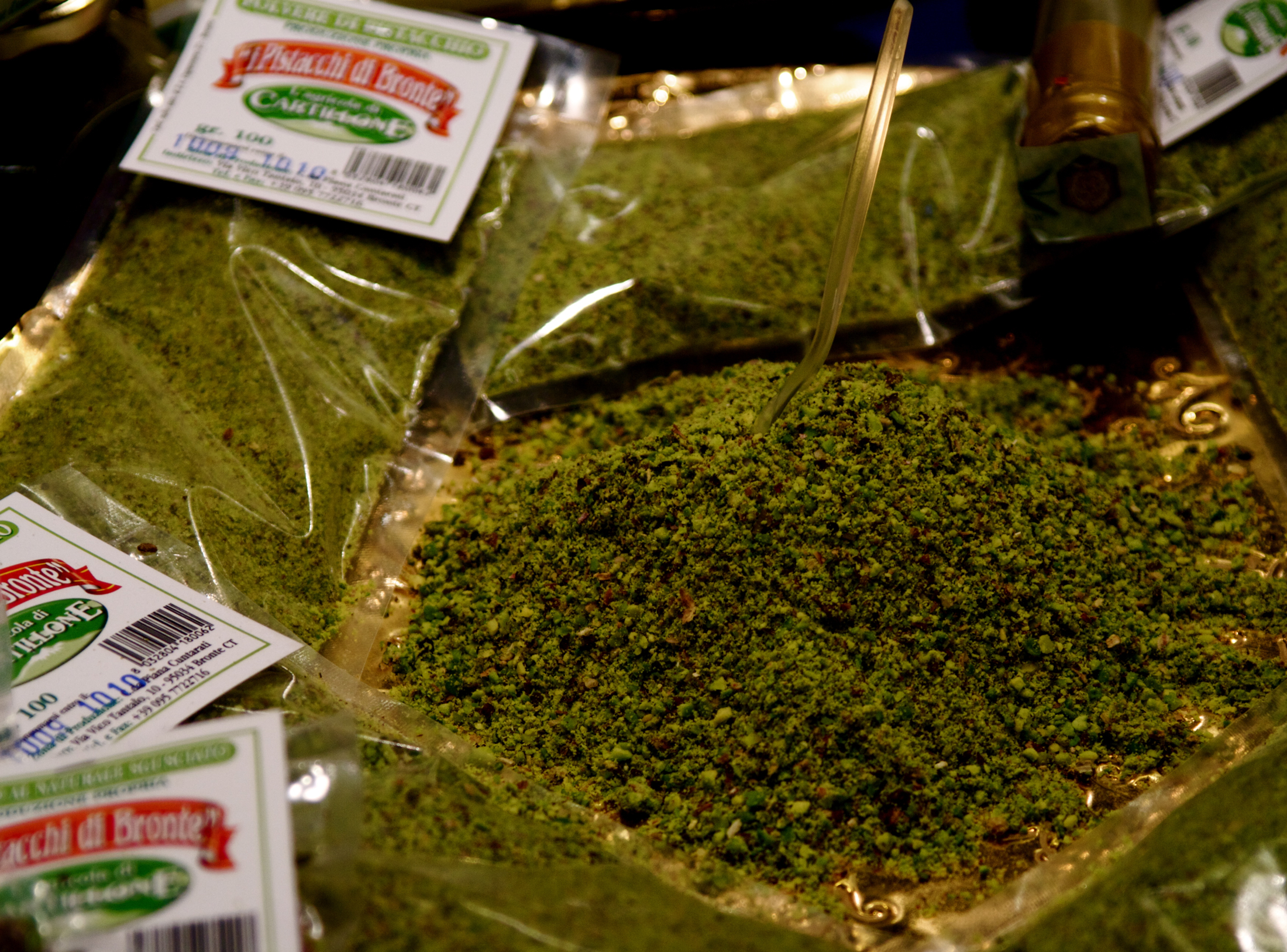
Sous forme pilée.
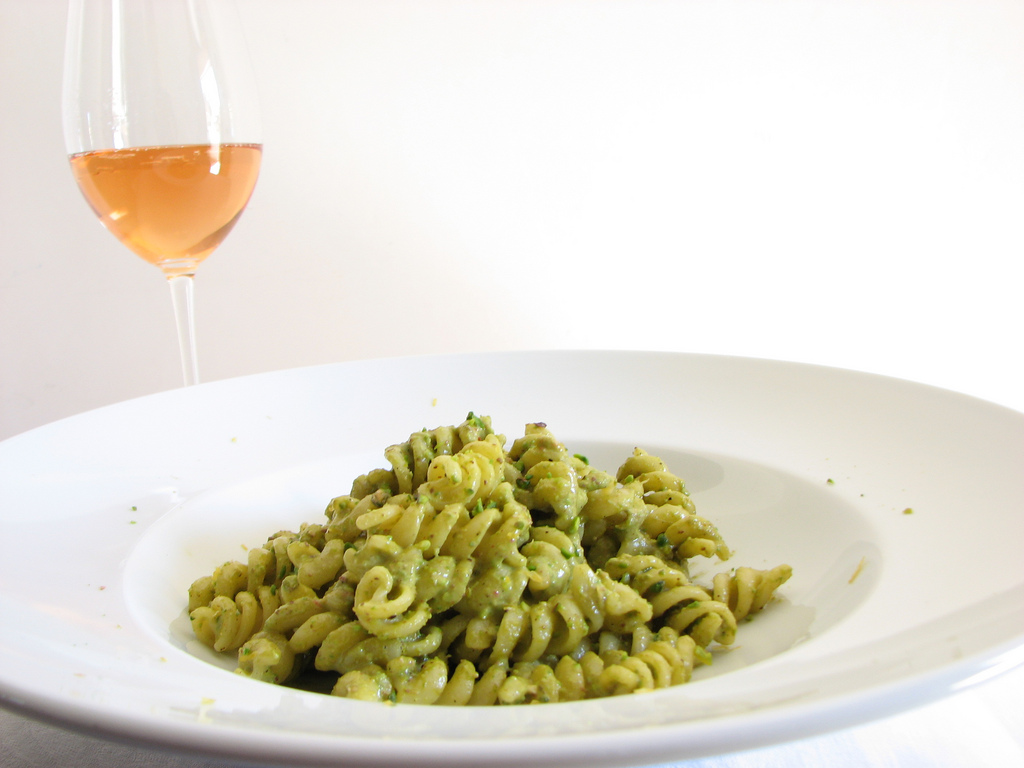
Fusilli au pesto de pistacchio verde di Bronte.